# 奥勒·彼得鲁松
奥勒·彼得鲁松（瑞典語：Olle Petrusson，1943年11月14日—），瑞典男子冬季两项运动员。他曾代表瑞典参加1968年和1972年冬季奥林匹克运动会冬季两项比赛，获得一枚铜牌。